# Automolius maechidioides
Automolius maechidioides är en skalbaggsart som beskrevs av Macleay 1886. Automolius maechidioides ingår i släktet Automolius och familjen Melolonthidae. Inga underarter finns listade.